# William Cadogan (1er comte Cadogan)
Pour les articles homonymes, voir Cadogan.
William Cadogan (1675 – 17 juillet 1726), 1er comte Cadogan, est l'un des plus illustres officiers de l’armée du duc de Marlborough pendant la guerre de Succession d'Espagne. Il commande quelque temps le 1er régiment d’infanterie de la garde.

## Biographie

### Études
Fils aîné de l'avocat irlandais Henry Cadogan, il étudie à Westminster School et au Trinity College, puis s'engage dans l'armée en 1690. Il sert en Irlande aux sièges de Cork et de Kinsale où il est pour la première sous les ordres de Marlborough (alors seulement comte), et dès 1701 atteint le grade de commandant des Dragons d’Inniskilling.

### Guerre de succession d'Espagne
En 1701, avec la nomination de Marlborough comme général du corps expéditionnaire anglais aux Pays-Bas, Cadogan reçoit l'affectation de quartier-maître général. Au cours de la campagne de 1704, il est l’un des rares officiers mis au courant de la manœuvre de Marlborough des Pays-Bas espagnols vers la vallée du Danube et il joue d'ailleurs un rôle de premier plan dans le bon déroulement de cette marche forcée. Il prend part aux batailles de Schellenberg et de Blenheim. Peu après, il est promu brigadier-général et nommé chef d'état-major de Marlborough. Il commande le régiment d'éclaireurs qui localise l'armée française au matin de la Bataille de Ramillies, et est le premier ordonnance de Marlborough lors de la bataille, chargé en personne d'assurer le report du régiment d'infanterie d’Orkney depuis l'aile droite vers le centre des Français, autour de Ramillies. À Audenarde il commande l’avant-garde alliée qui lance les pontons sur l’Escaut. En 1706 il est promu major-general et commande le corps d'armée qui fait l'ouverture contre l'aile gauche des Français à la fin de la bataille. En 1709, promu lieutenant-général, il combat à Malplaquet, et est blessé au cou au siège de Mons, mais se rétablit promptement. À la fin de 1709 Cadogan est nommé lieutenant de la tour de Londres. Au cours du siège de Bouchain, il commande de nouveau l'avant-garde des coalisés, et établit une tête de pont avant l'arrivée de l'armée de Marlborough. Après la démission de Marlborough à la fin de 1711 Cadogan demeure à l’État-major, mais refuse de rentrer en Angleterre une fois la paix signée en 1712 : il part retrouver le duc en exil. Ce choix lui fait perdre tous les titres, grades et pensions que la Couronne lui octroyait ; mais l'avènement du roi George Ier en 1714 rétablit la situation de Cadogan et, entre autres offices, il obtient la charge de maître de l'artillerie (lieutenant of the Ordnance), sous les ordres de Thomas Erle.

### Carrière politique et diplomatique
Au cours de l'exil volontaire de Marlborough, dans les dernières années du règne de la reine Anne, Cadogan, ambassadeur de Grande-Bretagne aux Pays-Bas, aide l'ex-généralissime à maintenir des liens avec la Grande-Bretagne. Aussi lorsque le monarque hanovrien George Ier monte sur le trône en 1714, Cadogan reçoit les faveurs militaires de la Couronne, et en 1715 il prend la succession du duc d’Argyll à la tête de l'armée chargée de réprimer la rébellion jacobite.
Le 21 juin 1716, comme il venait d'acheter la terre de Caversham Park, Oxfordshire (aujourd'hui dans le comté de Berkshire), il est anobli baron Cadogan de Reading. Il est reçu chevalier de l'ordre du Chardon et, l'année suivante, devient membre du Conseil privé (il est le député whig de Woodstock de 1705 à 1716). Le 8 mai 1718, George Ier l'élève au rang de 1er baron Cadogan, d'Oakley et de Buckingham, vicomte Caversham de Caversham et d’Oxford, et de comte Cadogan. Il détient la charge de Master of the Robes (1714–1726), est gouverneur de l’île de Wight (1715–1726) et grand maître de l'artillerie (1722–1725). Toutefois, l'hostilité farouche dont il est l'objet finit d'éteindre son influence politique plusieurs années avant sa mort, survenue le 17 juillet 1726.
Il épouse Margaret Cecilia Munter en avril 1704 à La Haye. Ils ont deux filles : Sarah (née le 18 septembre 1705), qui épouse Charles Lennox, et Margaret (née le 21 février 1707), qui épouse le magistrat Charles John Bentinck, quatrième fils de William Bentinck.